# Higashiyama Zoo and Botanical Gardens
Koordinaten: 35° 9′ 24″ N, 136° 58′ 51,7″ O

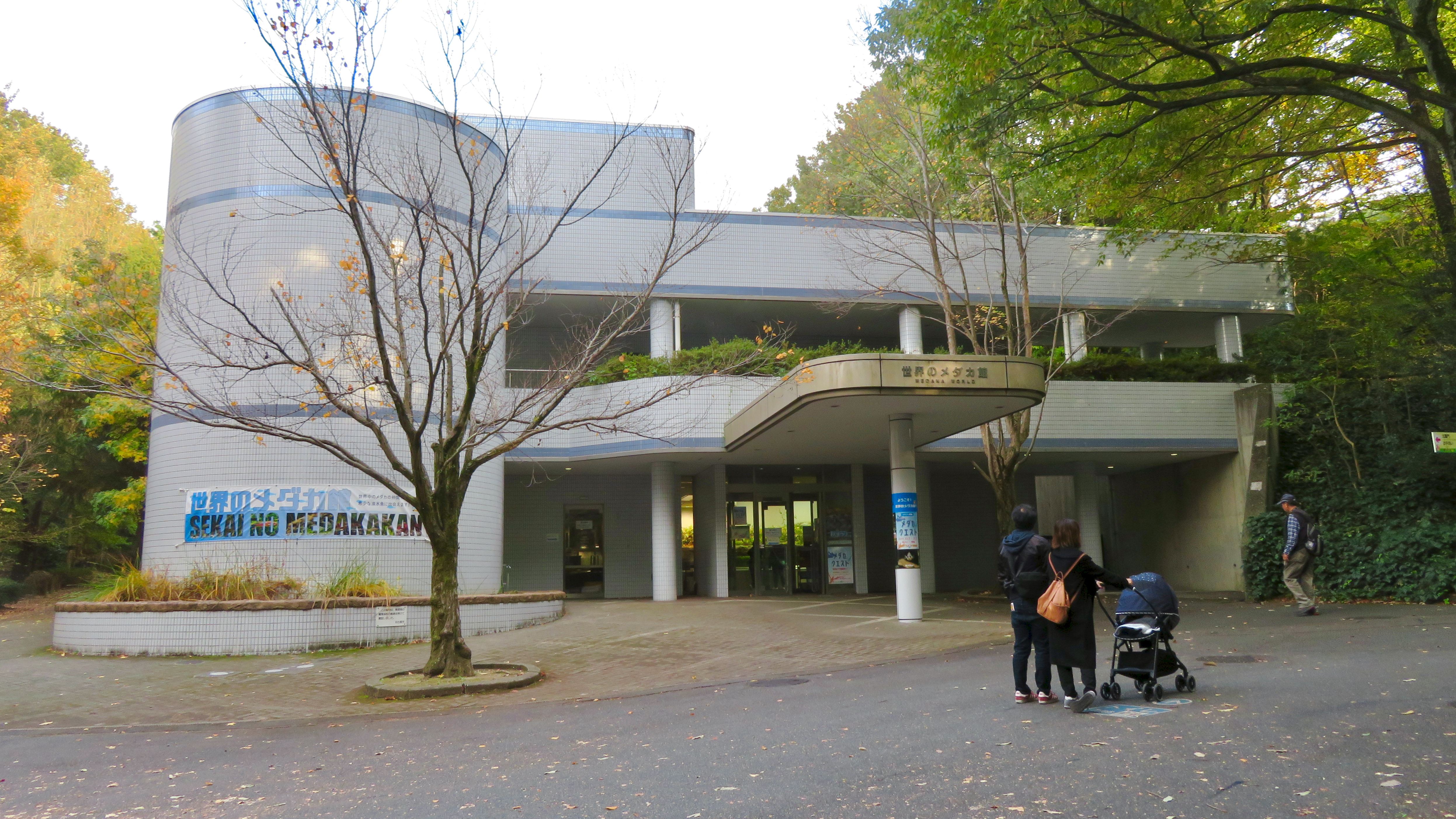
Eingang Medaka World

Der Higashiyama Zoo and Botanical Gardens (engl. für jap. 東山動植物園 Higashiyama dō-/shokubutsuen) ist die Kombination eines Botanischen Gartens, eines Zoos und eines Vergnügungsparks. Die Anlagen befinden sich in Chikusa-ku, einem Stadtbezirk der Millionenstadt Nagoya, der Hauptstadt des zentraljapanischen Aichi.

## Geschichte
Ein erster Zoologischer Garten in Nagoya wurde 1918 unter dem Namen Nagoya-shiritsu Tsuruma-kōen fuzoku dōbutsuen (名古屋市立鶴舞公園付属動物園 englisch Nagoya City Tsuruma Park and Zoo, wörtlicher „Tsuruma-Park [und] angeschlossener Zoo der Stadt Nagoya“) eröffnet. Der Name wurde 1929 in „Städtischer Zoo Nagoya“ (市立名古屋動物園 shiritsu Nagoya dōbutsuen, englisch Nagoya City Zoological Garden) geändert. Da der Zoo wegen der stark angewachsenen Anzahl an Tieren bald zu klein war, wurde er am 24. März 1937 an seinen aktuellen Standort verlegt und Higashiyama-Zoo (東山動物園 Higashiyama dōbutsuen, englisch Higashiyama Zoo) genannt. Ganz in der Nähe hatten private Investoren bereits am 3. März 1937 den botanischen Garten Higashiyama (東山植物園 Higashiyama shokubutsuen, englisch Higashiyama Botanical Garden) eröffnet. Bis zur Mitte des Jahres 1968 wurden die beiden Betriebe unabhängig voneinander verwaltet. Im August 1968 wurden sie schließlich zum Higashiyama Zoo and Botanical Gardens mit einer Gesamtfläche von ca. 60 Hektar als gemeinsames Unternehmen zusammengeführt.
Die Schwerpunkte von Zoologischen und Botanischen Gärten sind einem ständigen Wandel unterzogen. Während früher die reine Zurschaustellung möglichst attraktiver Tiere und Pflanzen im Mittelpunkt stand, rücken zunehmend Fragen des Naturschutzes und der Arterhaltung in das Zentrum des Interesses. In diesem Sinne plant der Zoo, einige Tierhäuser und Freianlagen den geänderten Natur- und Artenschutzbedingungen anzupassen und hat zum Ziel, „eine Brücke zwischen Menschen und Natur“ zu bilden.

## Anlagenkonzept

### Botanischer Garten und Vergnügungspark
Im Botanischen Garten befinden sich rund 7000 Pflanzenarten, die sich in den parkartigen Außenanlagen sowie innerhalb von Gewächshäusern befinden. Zur Blütezeit bestimmter Pflanzenarten werden spezielle Ausstellungen ausgerichtet. Vom auf dem Gelände befindlichen Higashiyama Sky Tower genannten Aussichtsturm haben die Besucher einen umfassenden Rundblick über das gesamte Areal. Der Turm ist mit Besichtigungsplattformen und einem Restaurant in einer Höhe von 100 Metern ausgestattet.
Auf dem Gelände des Higashiyama Zoo and Botanical Gardens befindet sich ein Vergnügungspark mit Schaubuden, Schnellrestaurants, Souvenirläden, verschiedenen Fahrgeschäften, darunter Karussells, einer Achterbahn und weiteren Attraktionen.

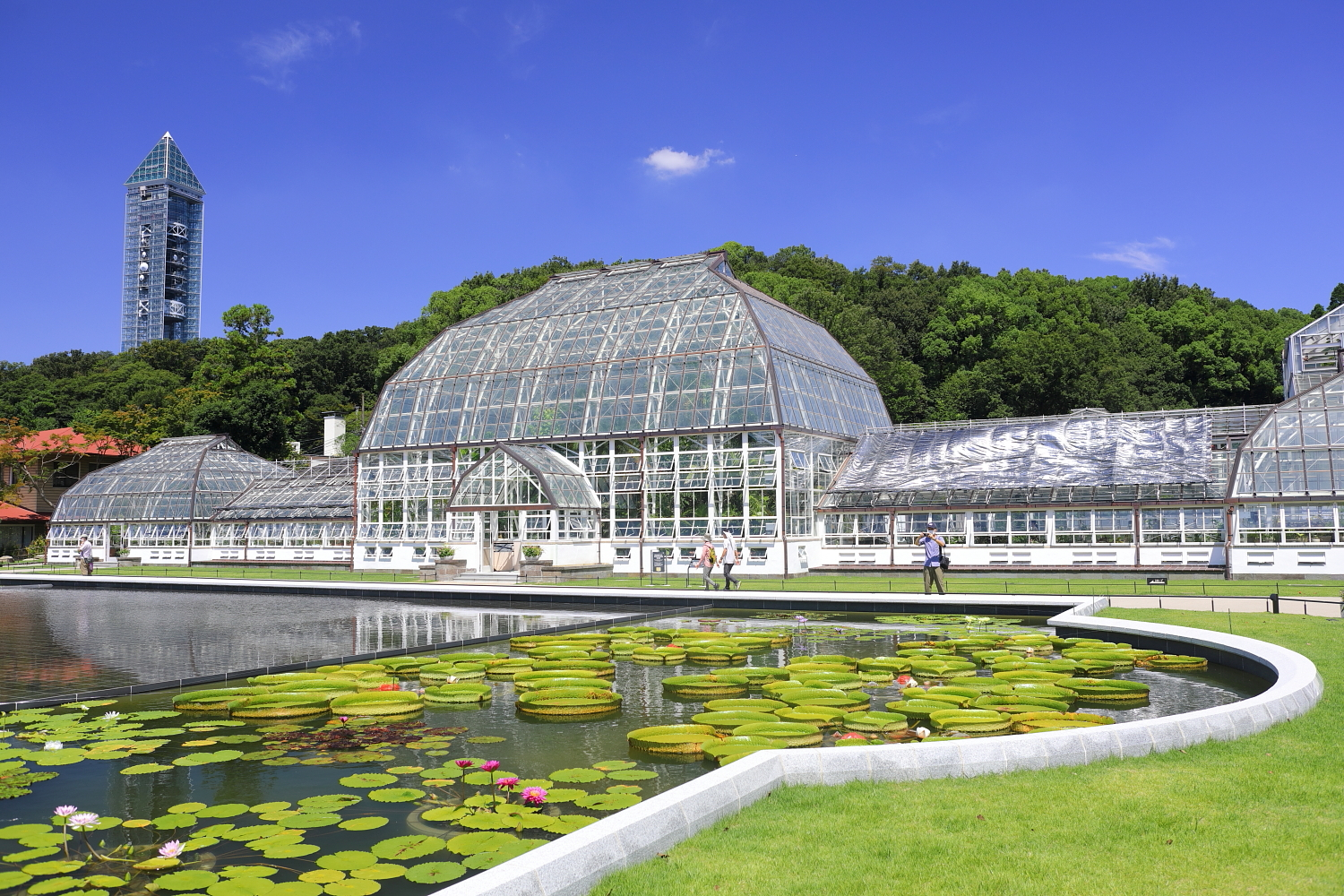
Gewächshäuser mit Higashiyama Sky Tower
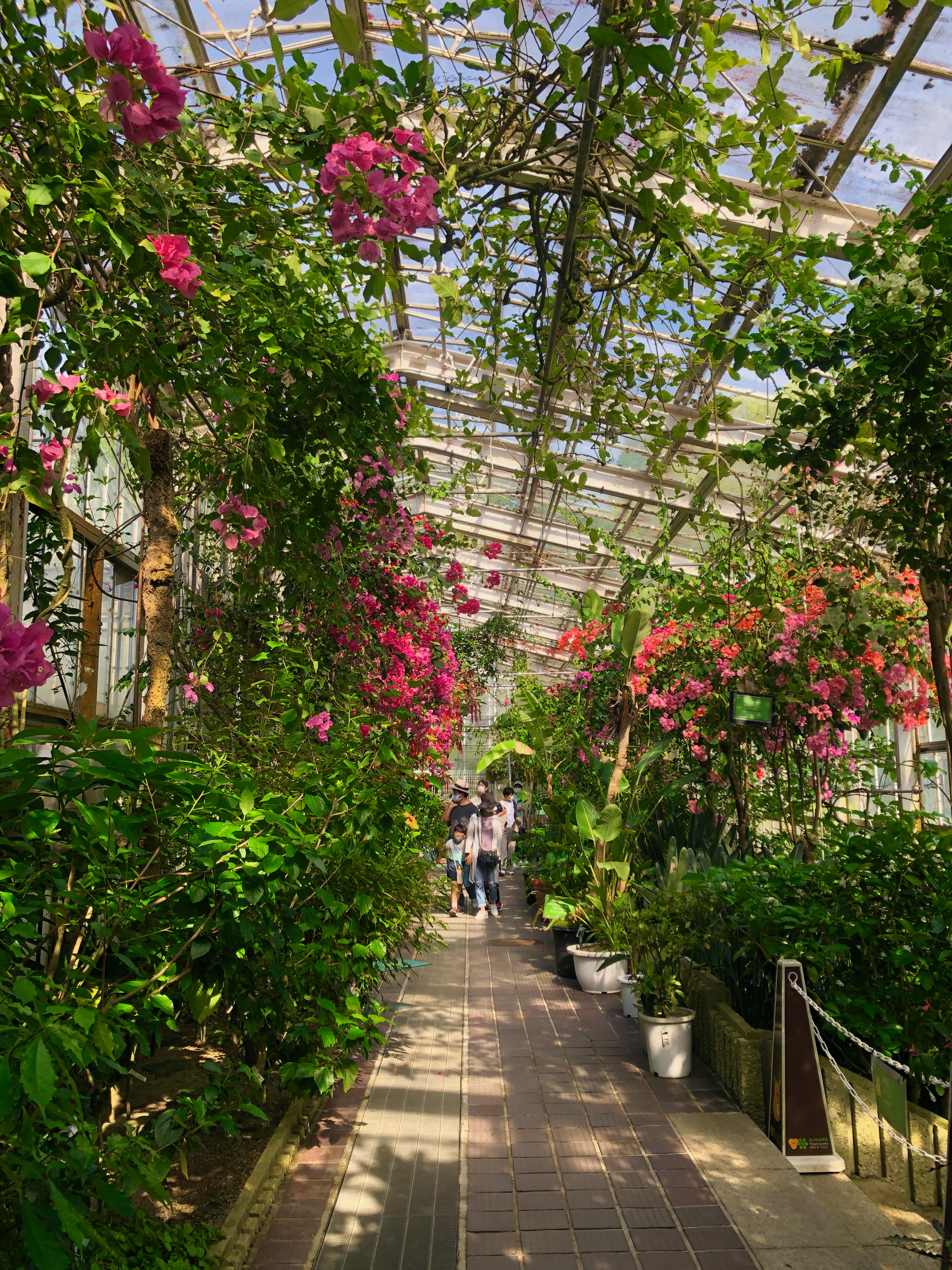
Innenanlage
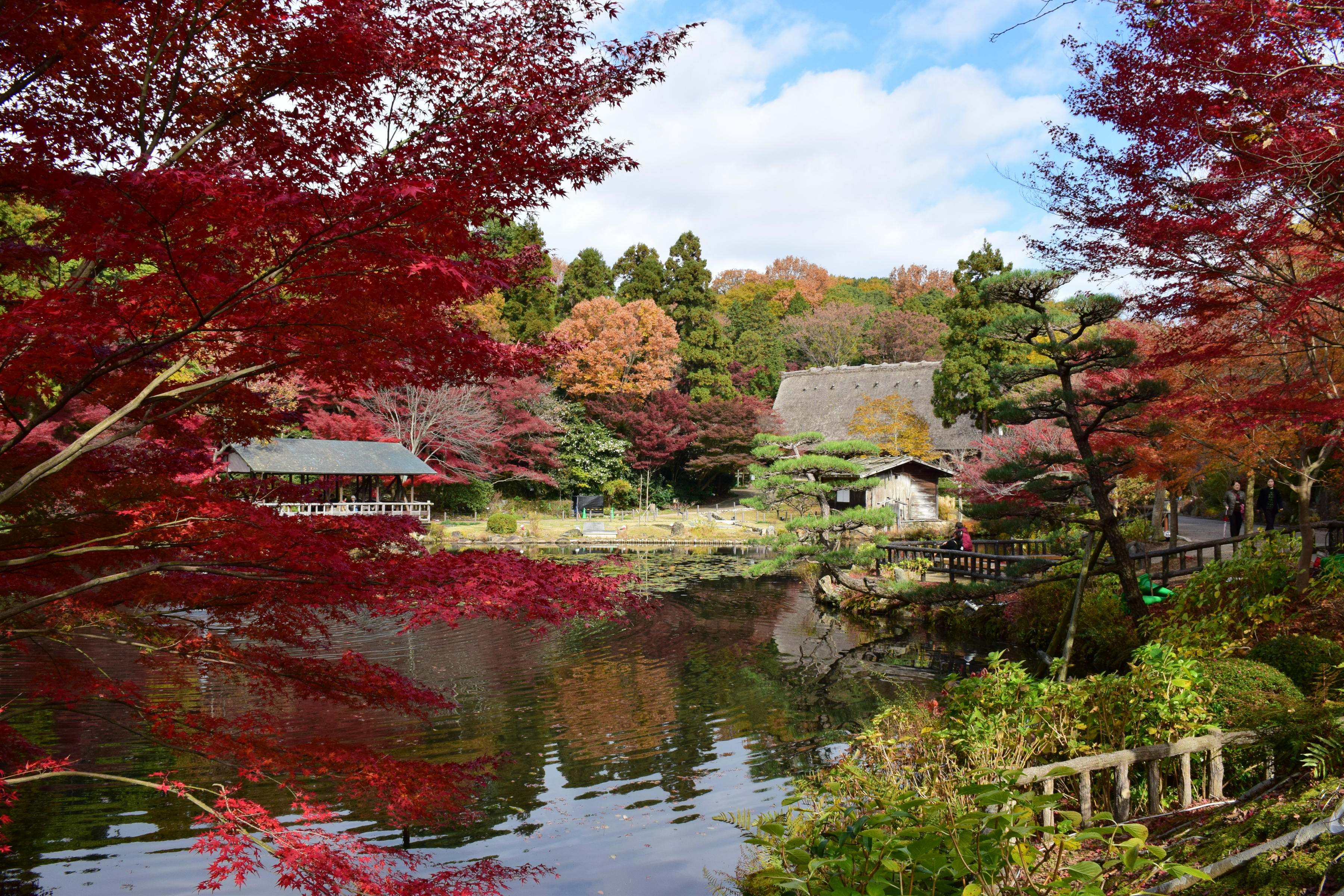
Herbstliches Panorama
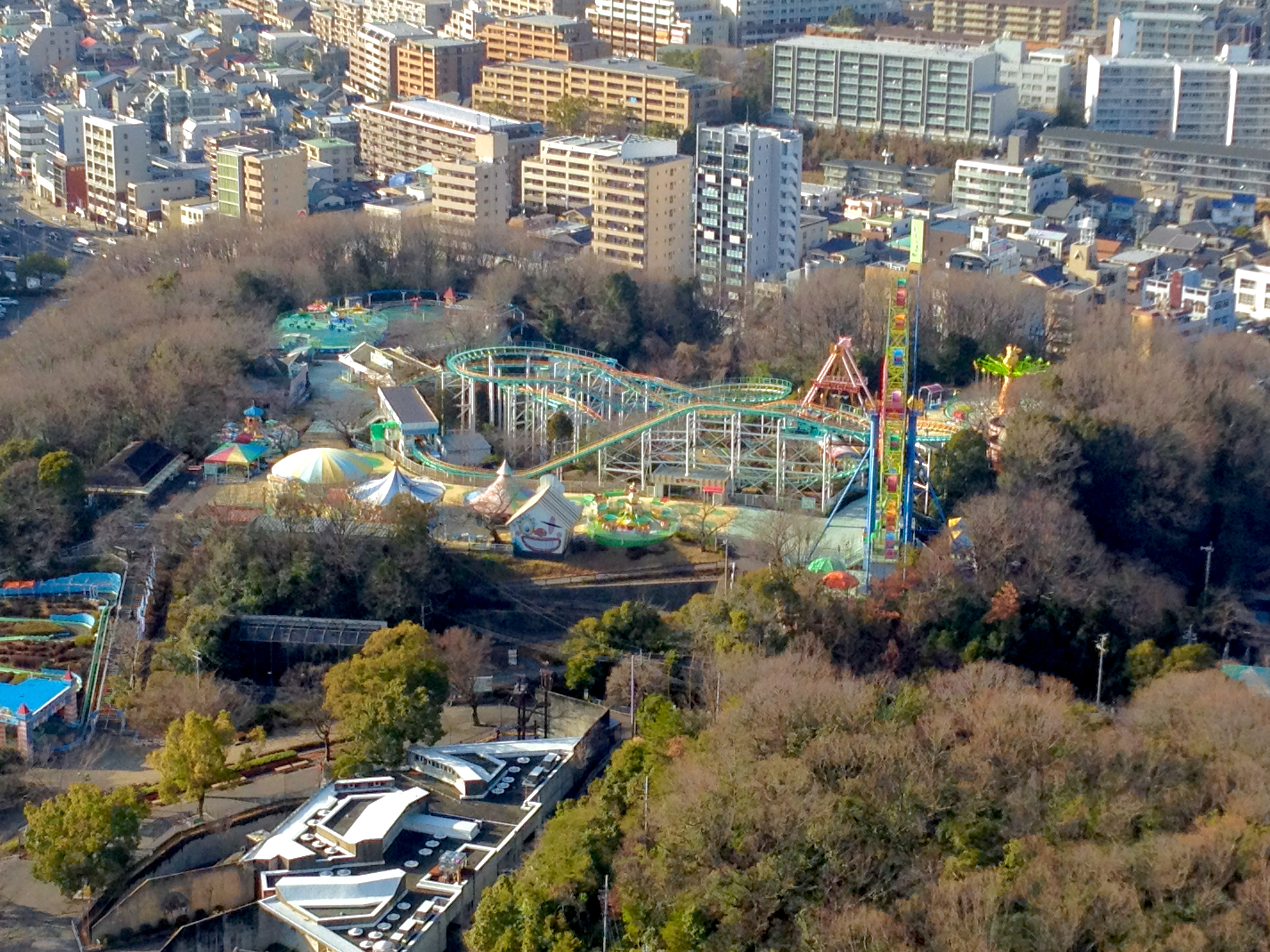
Vergnügungspark

### Zoo und Tierbestand
Auf dem Gelände des Zoos sind ca. 450 Tierarten zu besichtigen. Es werden Säugetiere, Vögel, Reptilien, Amphibien und Fische aller Kontinente gehalten. Der Zoo ist in mehrere Sektionen unterteilt. Asiatische Elefanten leben auf einer großen Freianlage, die ihrem Lebensraum auf Sri Lanka nachgebildet ist. Zusatzinformationen zu Geschichte und Ökologie der Art werden in einem Elefantenmuseum vermittelt. In der amerikanischen Zone werden Tiere der nordamerikanischen Fauna gezeigt. Das Bärenhaus mit angegliederten Außenanlagen zeigt verschiedene Bärenarten. In einer begehbaren Vogelfreiflughalle sowie einer Eichhörnchen-Halle bewegen sich Menschen und Tiere frei, ohne Gitter oder Zäune.
Neben dem Higashiyama Sky Tower befindet sich das Medaka World genannte Schauaquarium, in dem in erster Linie Süßwasserfische, beispielsweise der namensgebende Medaka (Oryzias latipes) aus der Familie der Reisfische (Adrianichthyidae) zu sehen sind. Mehrere Pinguinarten sind im Pinguinhaus untergebracht. Im Vivarium mit einem zugehörigen Nachttierhaus leben Amphibien und Reptilien sowie nachtaktive Tiere.
Ein Streichelzoo ist mit Haustieren, beispielsweise Ziegen, Schafen und Meerschweinchen besetzt und soll speziell Kindern den frühen und engen Kontakt zu Tieren ermöglichen. Koalas (Phascolarctos cinereus) sind in einem separaten Gebäude untergebracht und können durch Glasscheiben beobachtet werden. Die Tiere haben im Zoo bereits erfolgreich Jungtiere aufgezogen. Zusätzlich werden im Koala Forest Informationen zur Lebensweise der Art vermittelt. In einem Affenhaus mit geräumigen Außenanlagen werden Primaten, beispielsweise Östliche Graukehl-Nachtaffen (Aotus trivirgatus), Japanmakaken (Macaca fuscata), Schimpansen (Pan troglodytes), Sumatra-Orang-Utans (Pongo abelii) und Westliche Gorillas (Gorilla gorilla) gehalten.

## Galerie
Nachfolgende Bildreihe zeigt einige Tierarten aus dem Bestand des Zoos:

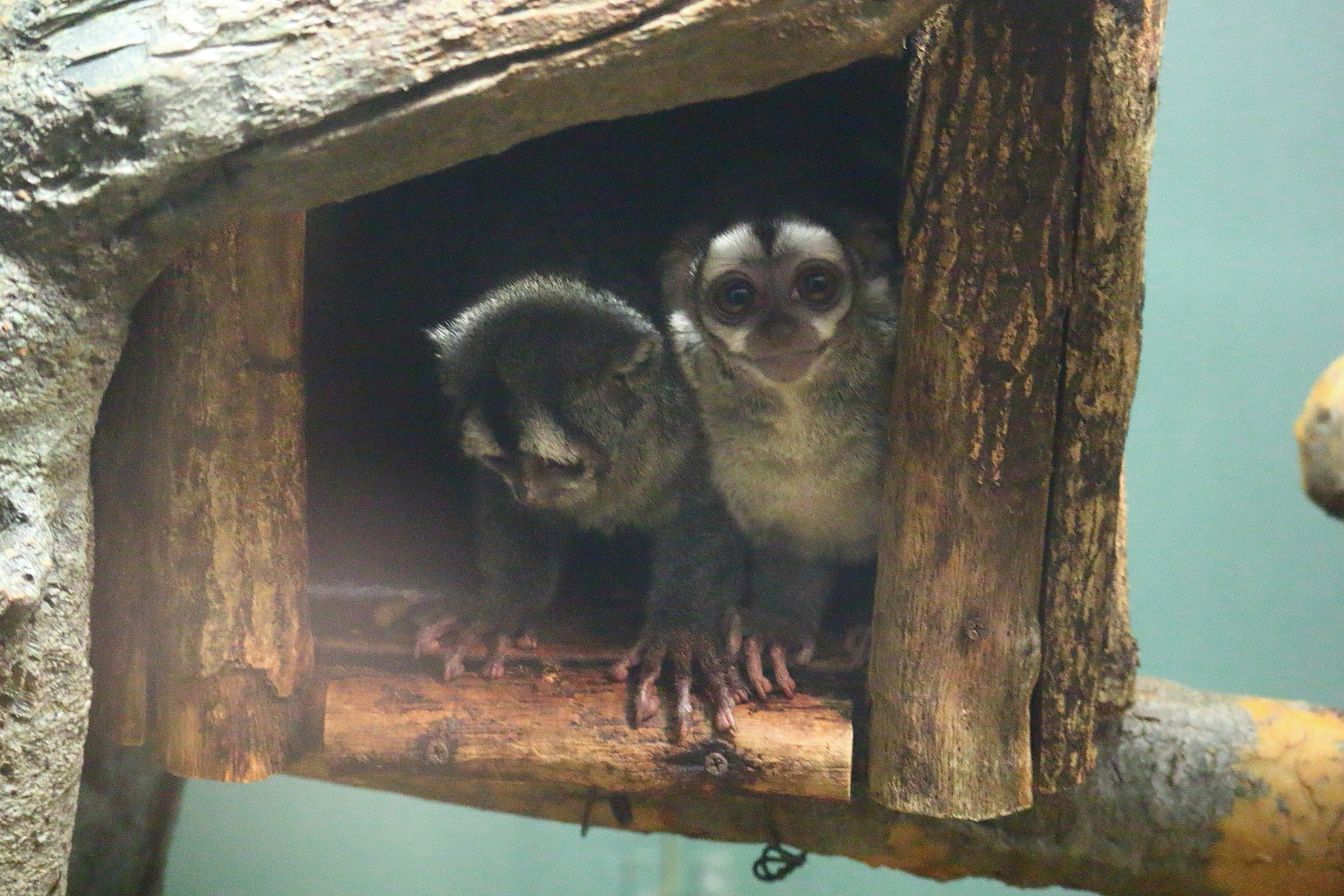
Östliche Graukehl-Nachtaffen
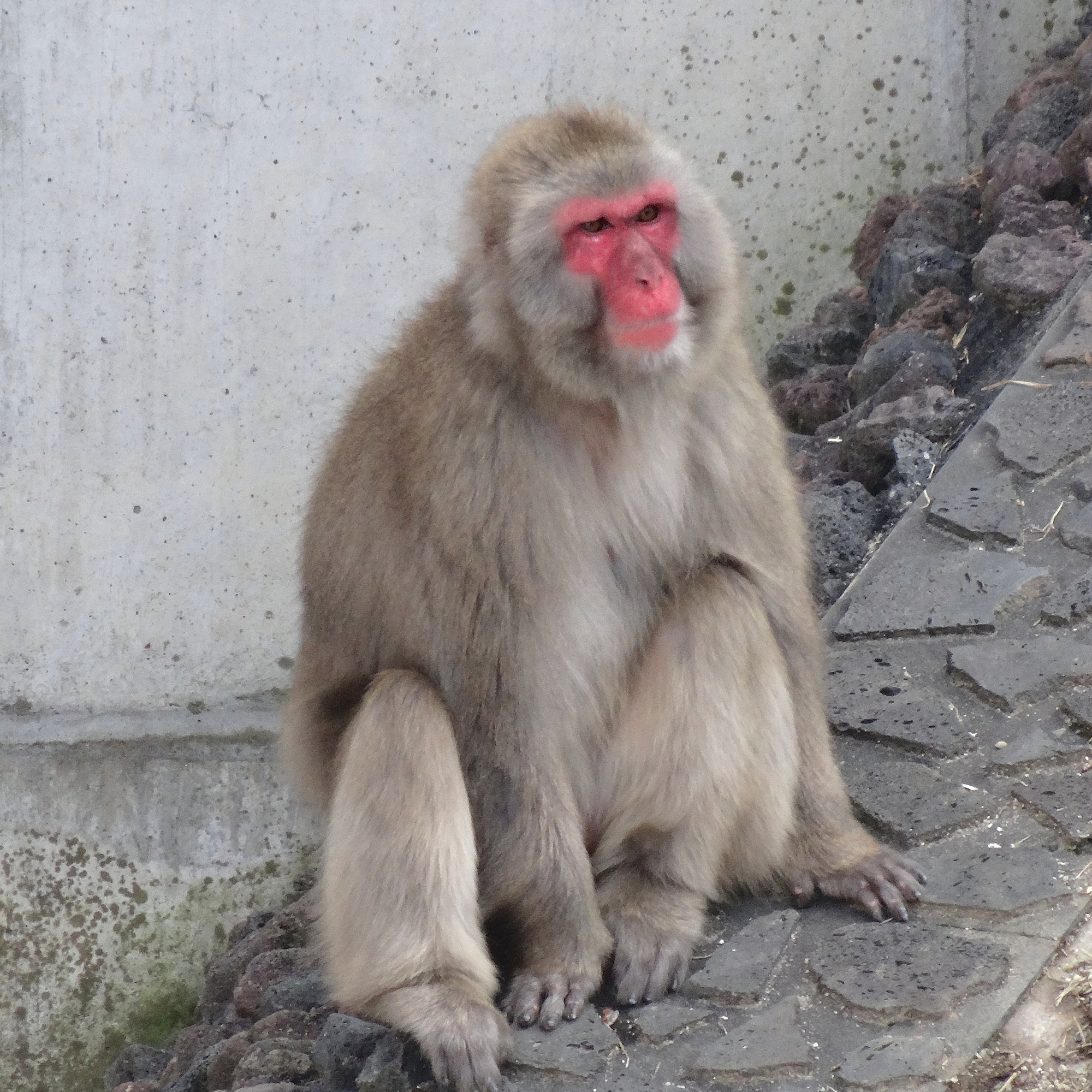
Japanmakak
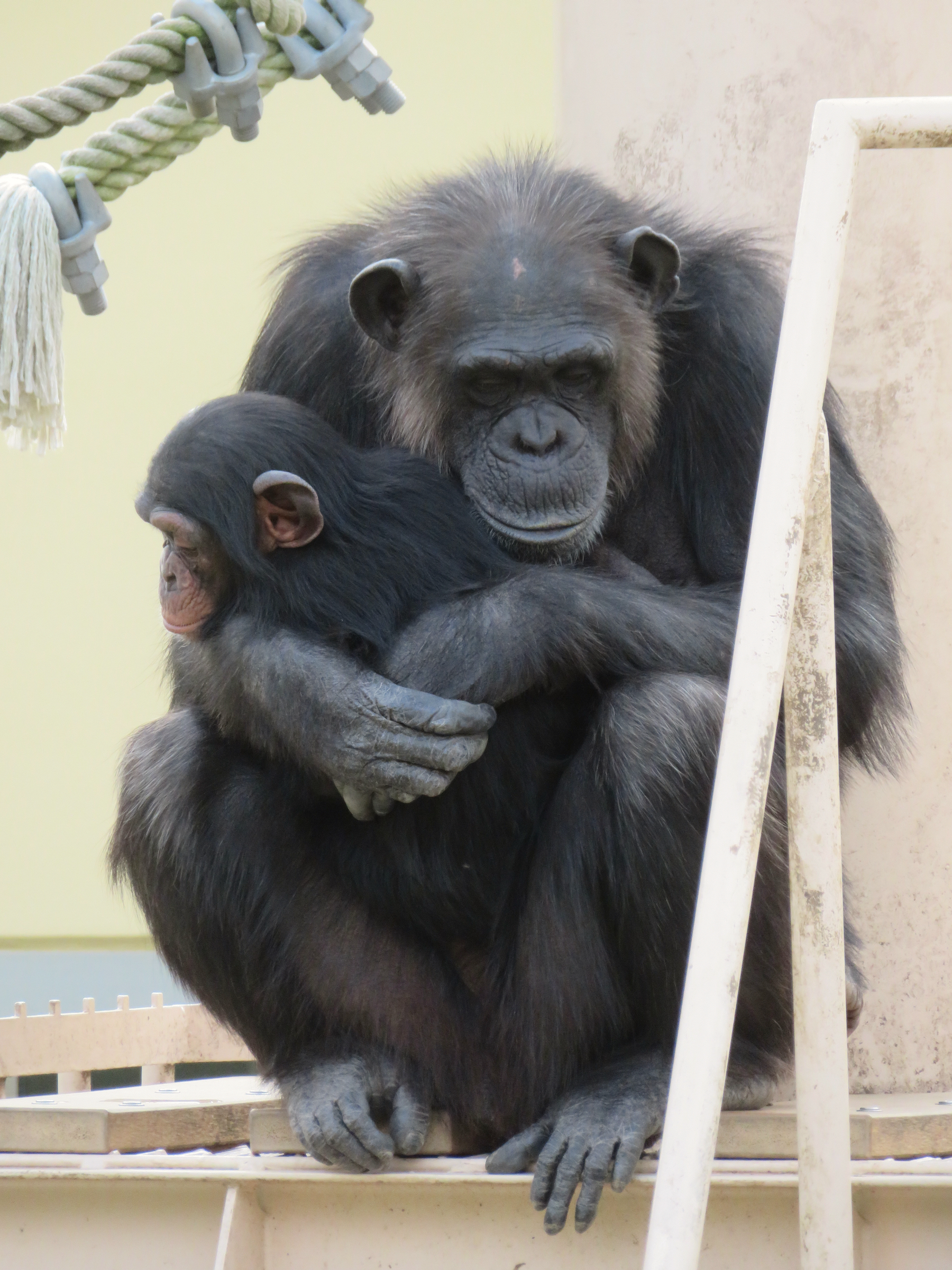
Schimpanse mit Jungem
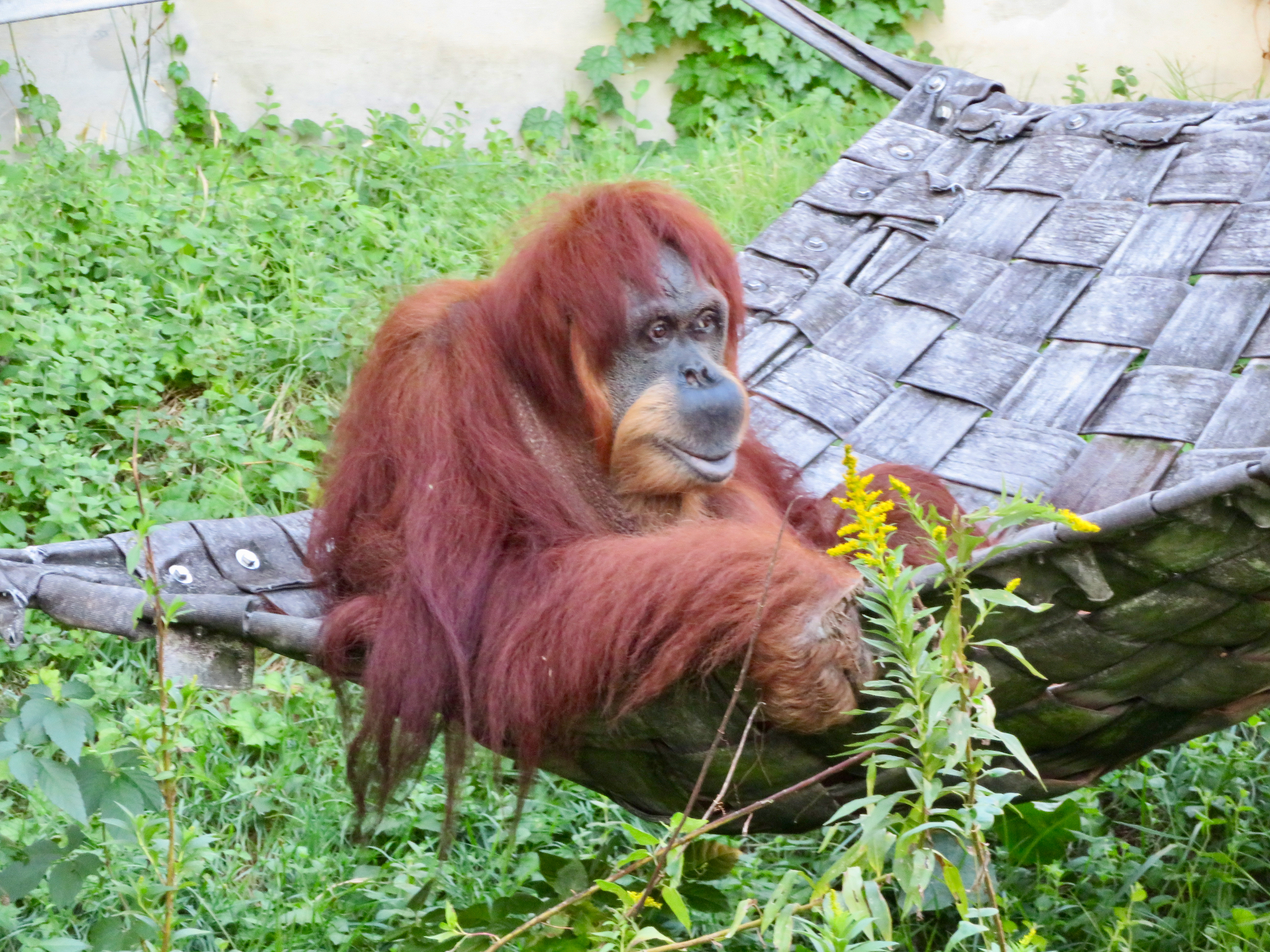
Sumatra-Orang-Utan
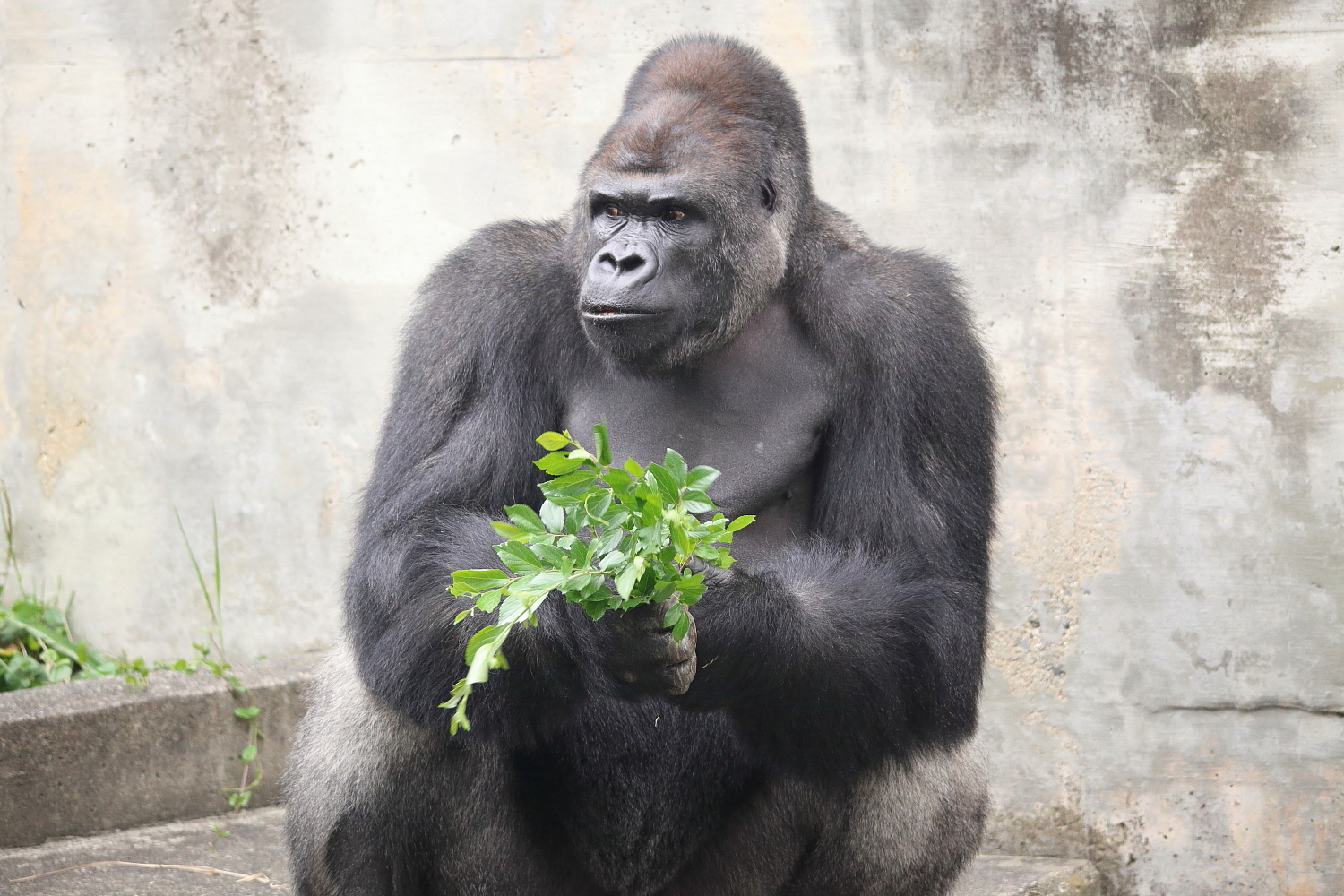
Westlicher Gorilla
Koalas
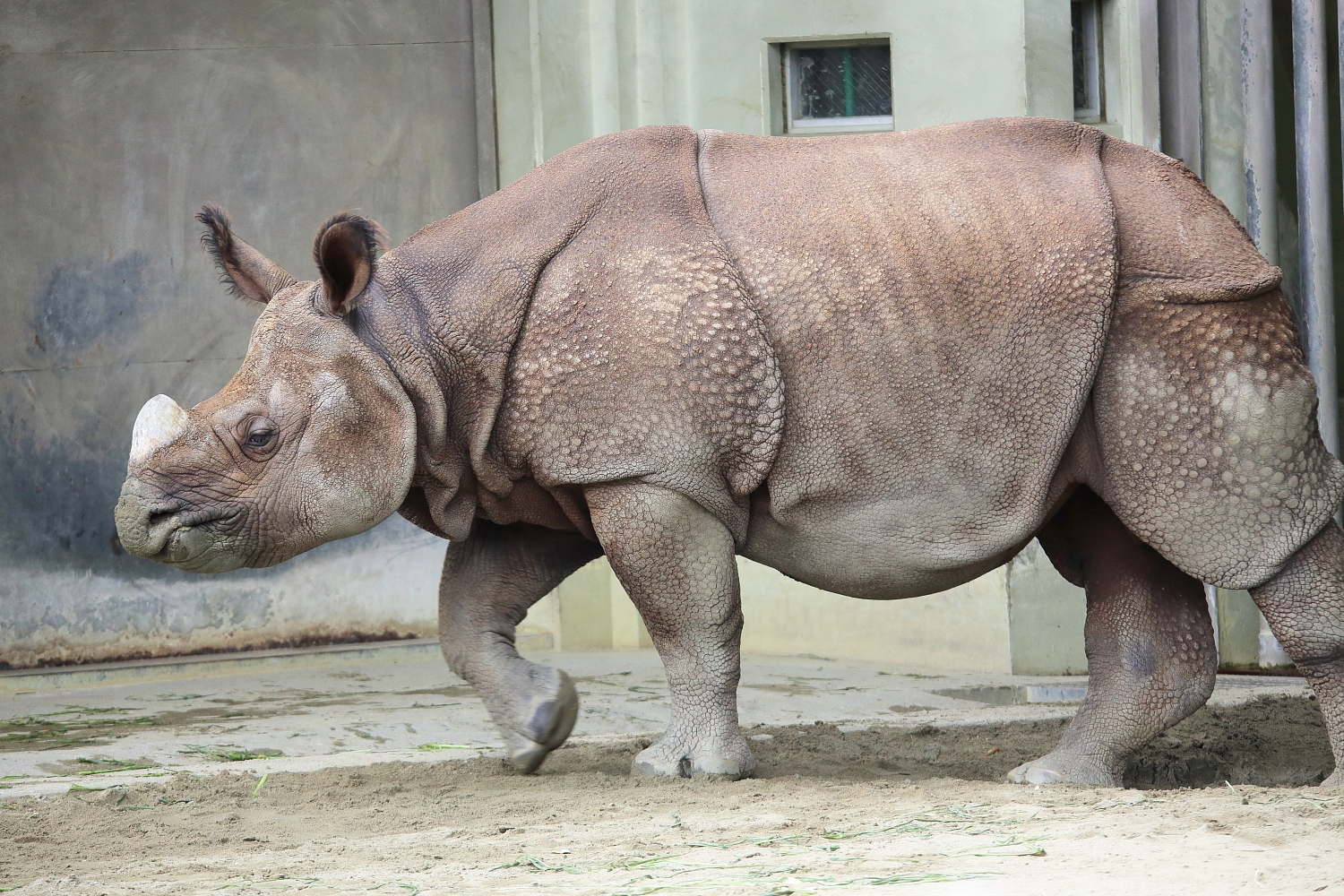
Panzernashorn (Rhinoceros unicornis)
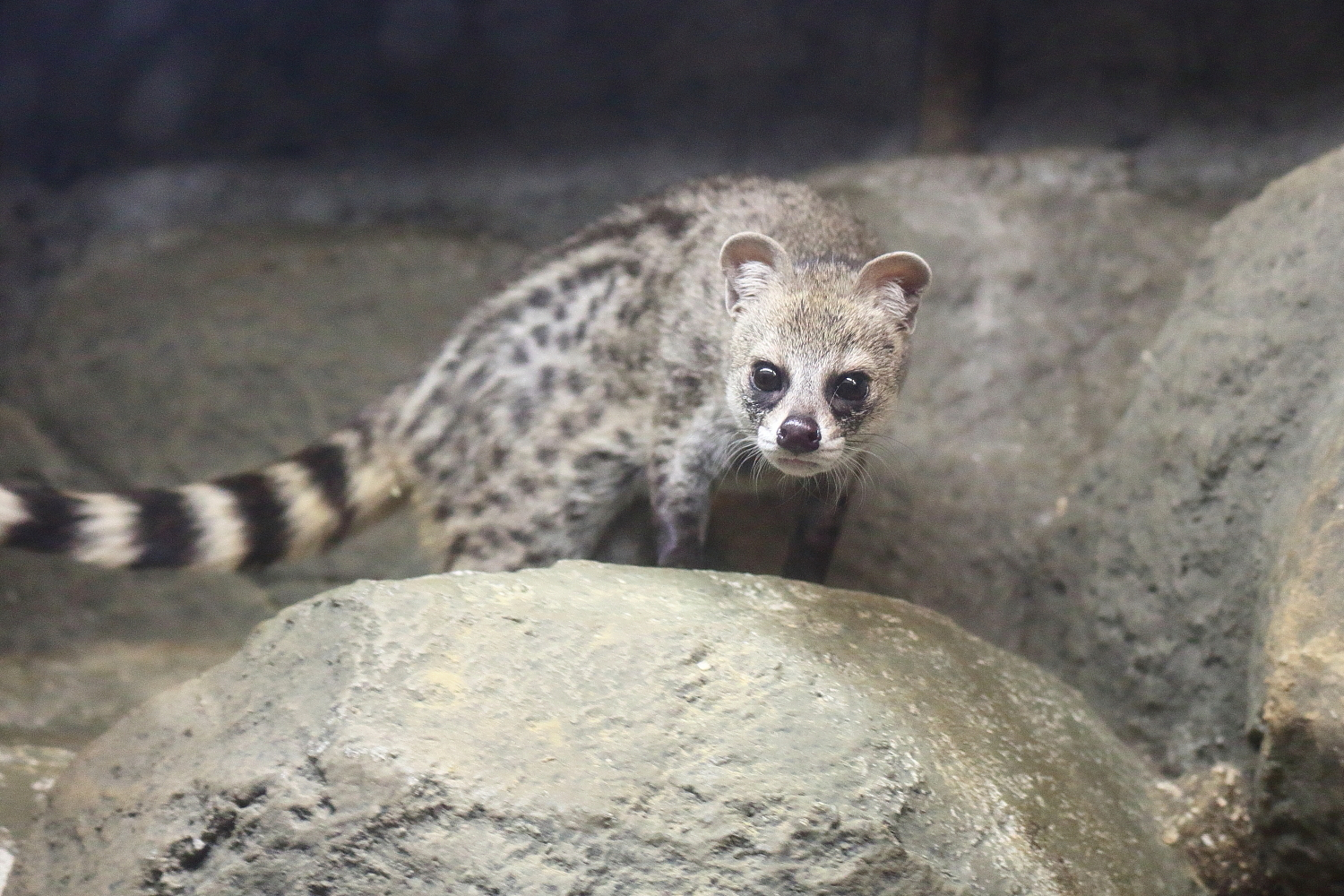
Kleine Indische Zibetkatze (Viverricula indica)
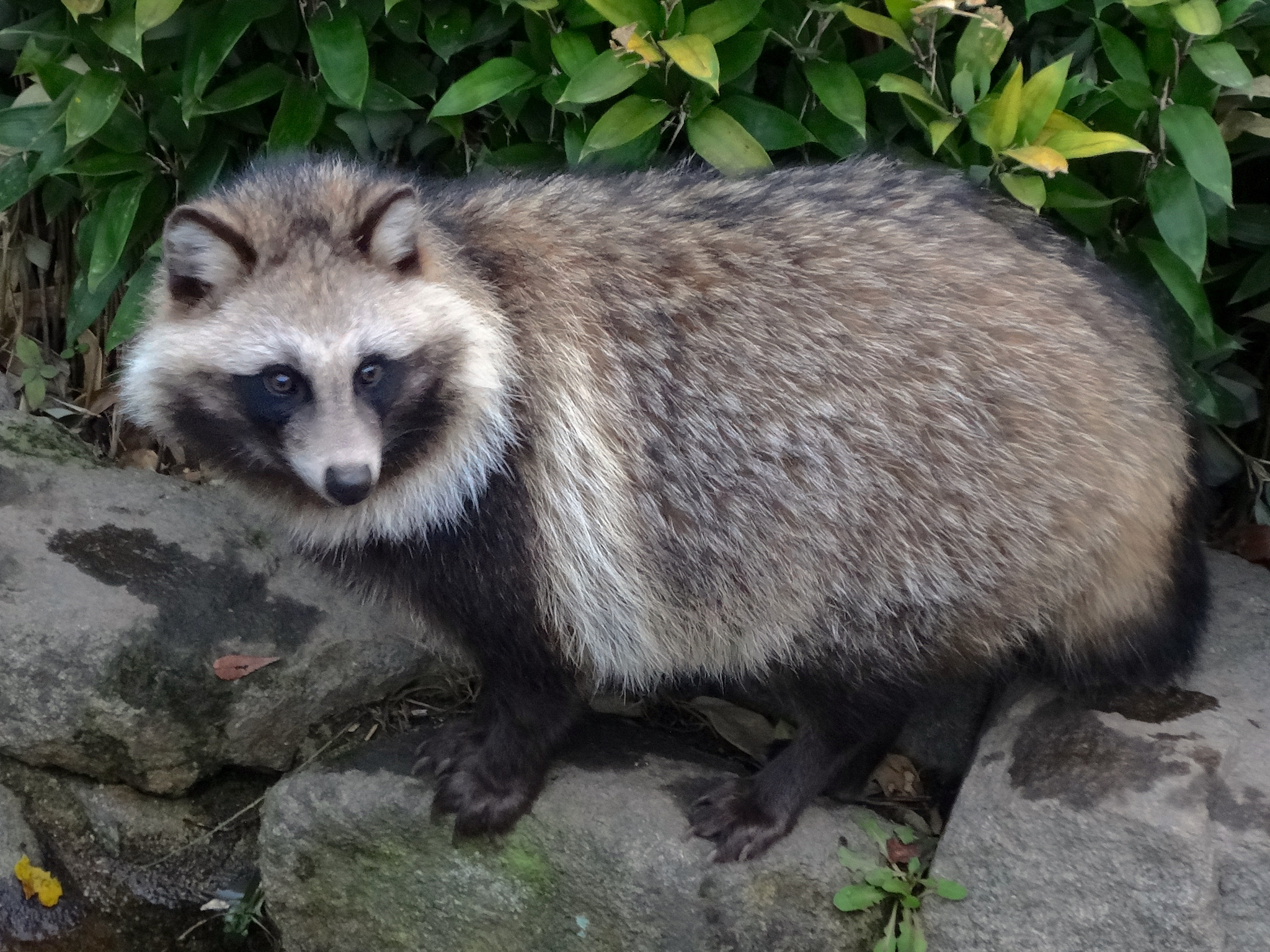
Marderhund (Nyctereutes procyonoides)
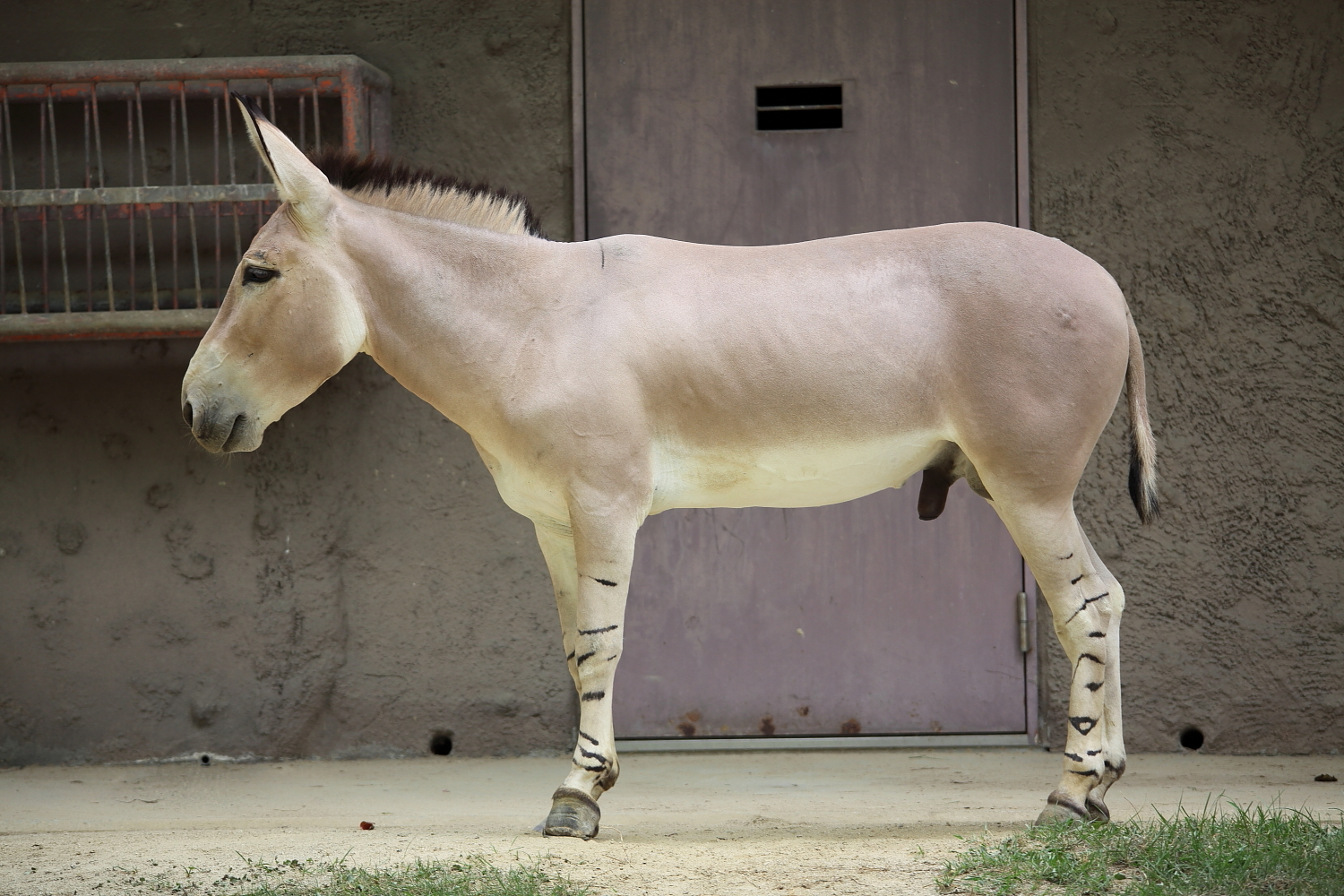
Afrikanischer Esel (Equus asinus)
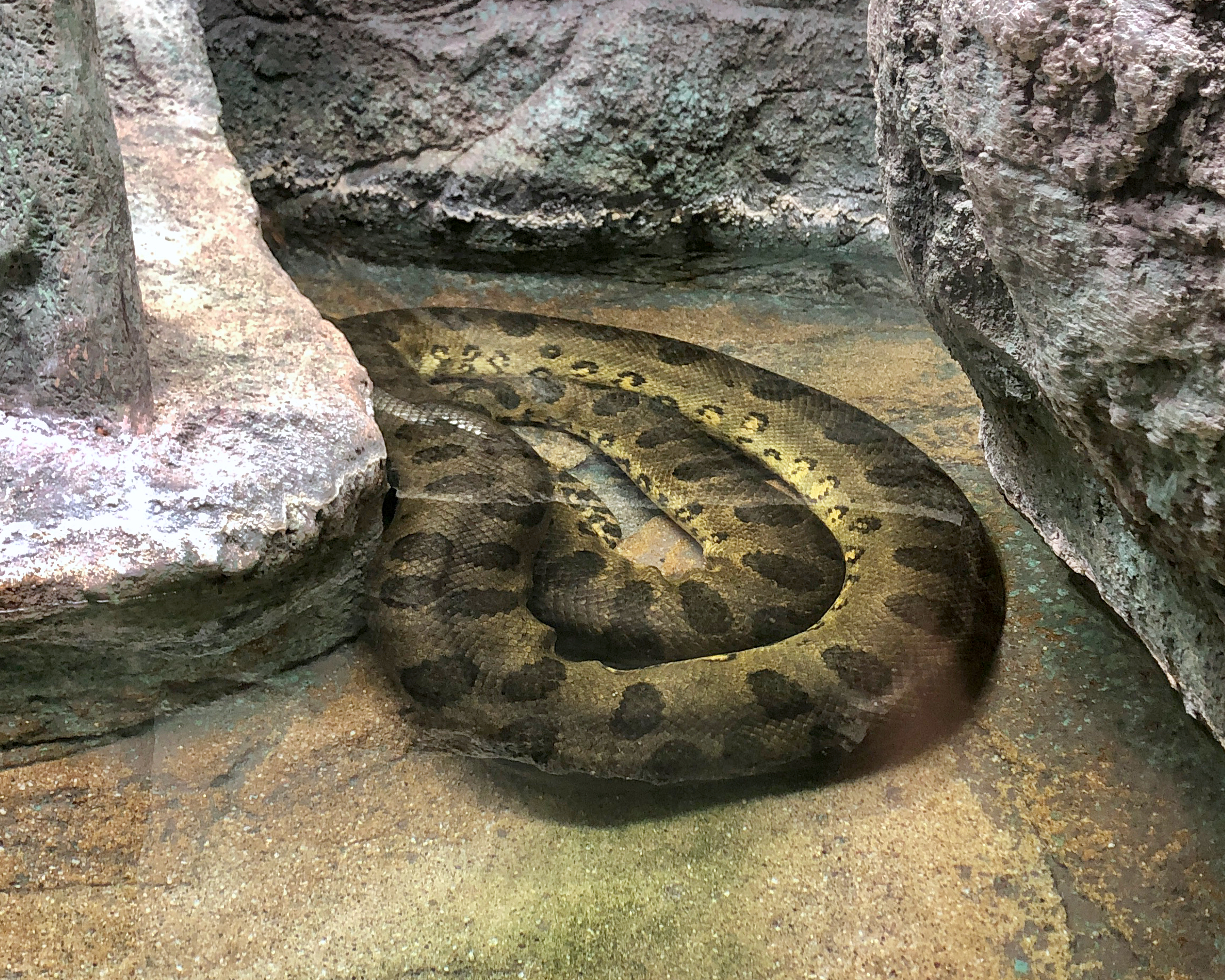
Große Anakonda (Eunectes murinus)